# Johann Eberhard Nidhard
Johann Eberhard Nidhard (ur. 8 grudnia 1607 w Falkenstein, zm. 1 lutego 1681 w Rzymie) – austriacki jezuita i kardynał w służbie hiszpańskiej.

## Życiorys
W 1631 wstąpił do zakonu jezuitów w Wiedniu. Został profesorem filozofii, prawa kanonicznego i etyki na Uniwersytecie w Grazu. Duchowy przewodnik austriackiej księżnej Marianny, która w 1649 roku poślubiła króla Hiszpanii Filipa IV. Wielki Inkwizytor Hiszpanii i członek hiszpańskiej Rady Regencyjnej 1666 do 1669, następnie ambasador Hiszpanii w Rzymie. W 1671 roku papież Klemens X mianował go tytularnym arcybiskupem Edessy, a rok później kardynałem z tytułem prezbitera San Bartolomeo all'Isola. Uczestniczył w konklawe 1676. Zmarł w swojej rzymskiej rezydencji w wieku 73 lat.